# توماس إتش أندرسون جونيور
توماس إتش أندرسون جونيور (بالإنجليزية: Thomas H. Anderson, Jr.)‏ هو دبلوماسي أمريكي، ولد في 17 مارس 1946 في غولفبورت في الولايات المتحدة.